# 科特广场一号

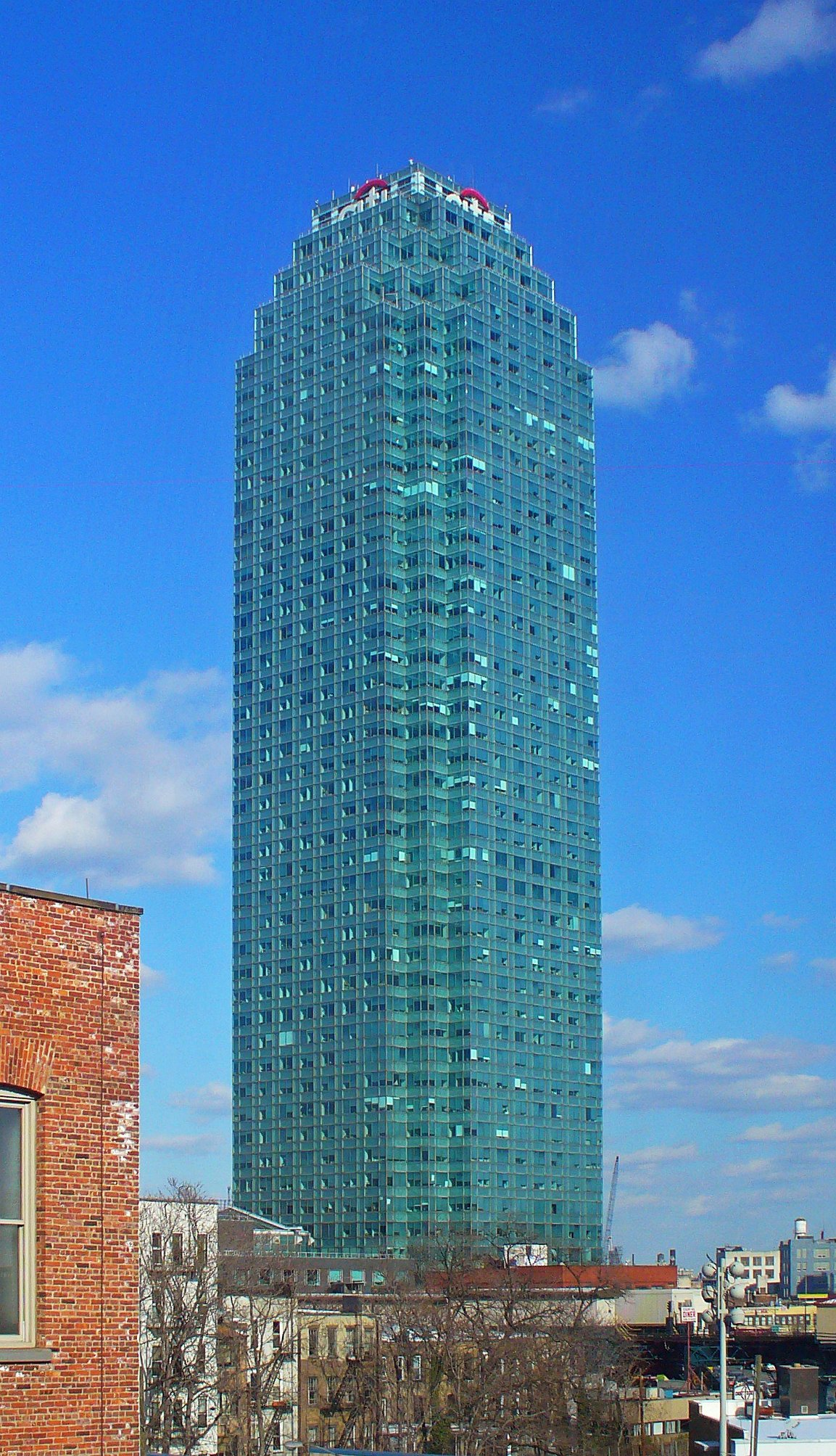
科特广场一号

科特广场一号（英語：One Court Square），又称花旗集团大厦，是美國纽约市皇后区的一栋50层、高200米的办公楼。该建筑完工于1990年，由SOM建筑设计事务所为花旗集团设计建造。该大楼是纽约市曼哈顿以外最高的建筑。